# Orleanismo

Lo stemma della monarchia di luglio.

L'orleanismo è una corrente politica francese del XIX secolo che designava i sostenitori della Casa d'Orléans e della monarchia di luglio, improntata su costituzionalismo e liberalismo moderato. Dal XX secolo il termine indica, sia pure impropriamente, i sostenitori dei diritti della Casa d'Orléans sul trono di Francia.

## L'orleanismo sotto l'Ancien Régime

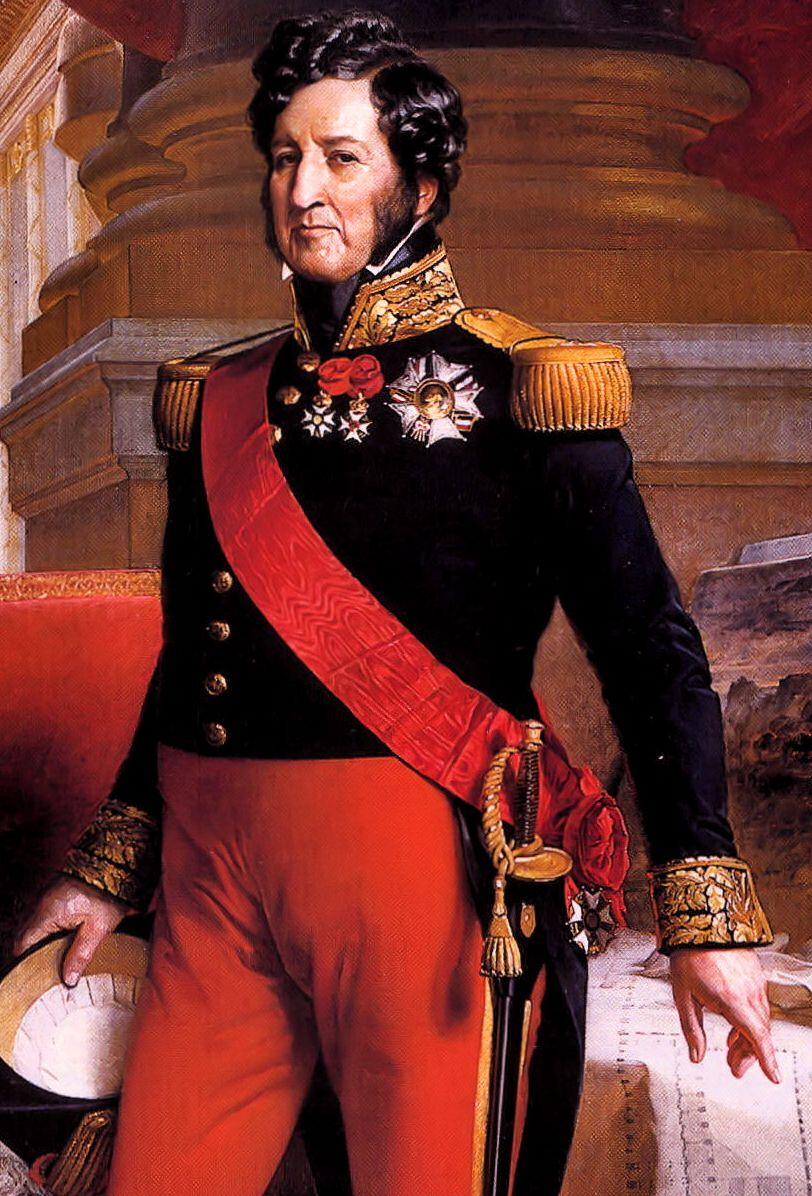
Luigi Filippo di Francia, l'unico sovrano appartenente ai Borbone-Orléans

Una bandiera usata dagli orleanisti-unionisti accanto al tricolore, come vessillo monarchico derivato dalla bandiera francese medievale

Nonostante la parola "orleanismo" sia stata coniata nel 1830, per alcuni storici esso poggia le sue fondamenta nelle relazioni tra i duchi d'Orléans, "primi principi del Sangue", e l'alta aristocrazia durante il periodo della Reggenza (1715-1723).  Infatti, dopo la morte di Luigi XIV, seguita dall'instaurazione dalla reggenza di Filippo d'Orléans, si formò attorno al duca d'Orléans un circolo di aristocratici che contrastavano l'assolutismo. Durante la rivoluzione del 1789, alcuni esponenti moderati, tra cui Mirabeau, Sieyès, Choderlos de Laclos, suggerirono al duca d'Orléans, Philippe Égalité, di prendere il potere in modo da raggiungere un compromesso tra l'Antico Regime e le idee rivoluzionarie.

## L'orleanismo al potere

Bandiera proposta dai filomonarchici unionisti, legittimisti-orleanisti, a Enrico di Borbone-Francia per convincerlo ad abbandonare il tradizionale drappo bianco della Restaurazione a favore di una insegna di compromesso che univa il tricolore della Rivoluzione allo stemma della monarchia. Enrico rifiutò, pur avendo accettato la monarchia costituzionale, impedendo di fatto la terza Restaurazione monarchica nel periodo 1871-1873.

L'orleanismo designa in primo luogo il movimento di adesione a Luigi Filippo I d'Orléans e alla sua linea dinastica. Esso corrisponde ad una visione politica che fa proprio il portato della rivoluzione francese, ma inquadra l'esercizio delle libertà e incanala le spinte sociali nell'ambito di una monarchia costituzionale. Dopo il 1830, gli orleanisti si oppongono ai legittimisti, per i quali la rivoluzione del 1789 ha rotto il plurisecolare ordine monarchico.
Secondo la classificazione di René Rémond, l'orleanismo è all'origine della seconda corrente di destra francese, mentre il bonapartismo ne è la terza.
Come corrente politica, l'orleanismo concepisce una monarchia laicizzata, non più di diritto divino, e che trova la sua origine nella volontà popolare. Il giuramento sulla Carta costituzionale prende il posto delle liturgie religiose. La monarchia si poggia sul parlamento bicamerale.
Con la repressione delle rivolte operaie, come quella di Lione del 1831, e la difesa degli interessi della grande borghesia, l'orleanismo oscilla dal moderatismo al conservatorismo.
Luigi Filippo represse duramente l'insurrezione repubblicana di Parigi del giugno 1832 ma fu deposto dalla rivoluzione del 1848.

## L'orleanismo sotto la Terza Repubblica
Nei primi anni della Terza repubblica francese gli orleanisti giocarono un ruolo politico rilevante. Sostennero dapprima Adolphe Thiers, quindi il maresciallo Patrice de Mac-Mahon come capo dello Stato. Contrariamente ai legittimisti, che sostenevano i diritti del conte di Chambord, gli orleanisti si mantennero fedeli al conte di Parigi (o duca d'Orlèans, secondo la titolatura tradizionale), fino a raggiungere l'accordo con i primi basato sul fatto che il conte di Chambord non aveva discendenza maschile e conseguentemente i diritti sarebbero passati al duca d'Orléans.
Ciononostante, una parte degli orleanisti aderì progressivamente alle istituzioni repubblicane, aggiungendosi alle file dei repubblicani moderati.
Il ricongiungimento di orleanisti e legittimisti (unionismo) nella persona del conte di Parigi (Luigi Filippo II o Filippo VII), alla morte del conte di Chambord (1883), portò alla trasformazione del significato originario del termine "orleanismo", andando spesso ad indicare la semplice lealtà dinastica alla Casa d'Orléans, indipendentemente dalle convinzioni sulla forma di monarchia.

## L'orleanismo sotto la Quinta Repubblica

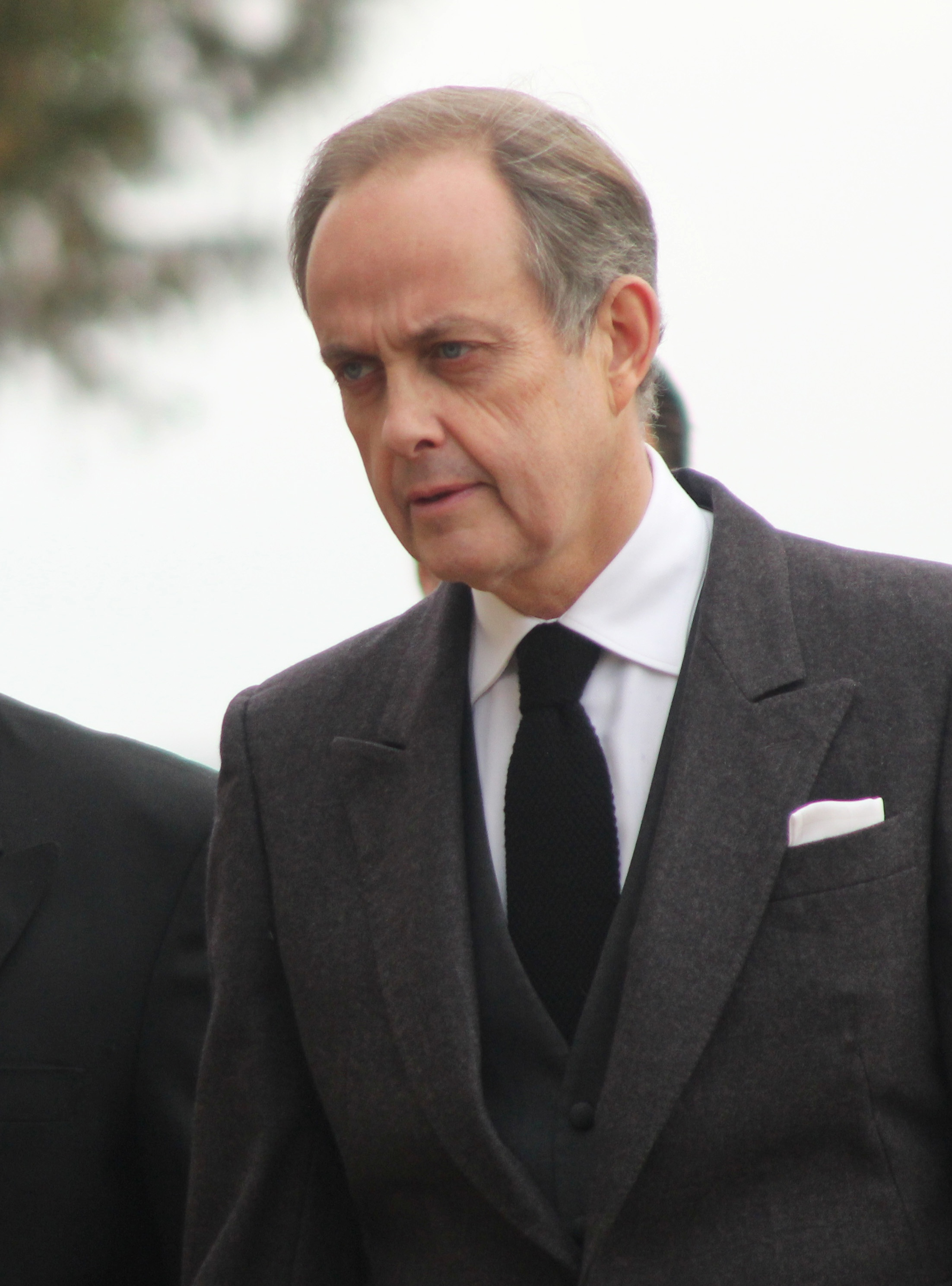
Il pretendente attuale, Giovanni d'Orléans

Per lo storico e politologo René Rémond, Valéry Giscard d'Estaing si collocherebbe nella tradizione orleanista, secondo la citata classificazione delle tre destre francesi, mentre i gollisti possono essere collocati nei bonapartisti..
In generale, René Rémond sostiene che la destra liberale è l'erede ideologica dell'orleanismo.
Il principale partito monarchico orleanista è invece l'Action française, gruppo di estrema destra che supporta la monarchia costituzionale tradizionale e non liberale, ma con a capo il pretendente al trono della famiglia Orléans (al posto del neo-legittimista spagnolo Luigi Alfonso di Borbone-Dampierre sostenuto da altri gruppi tradizionali).